# 1958年香港
|        | 香港歷史 \| 香港歷史年表                                                                                                   |
| 世紀： | 19世紀香港 \| 20世紀香港 \| 21世紀香港                                                                                     |
| 年代： | 1920年代香港 \| 1930年代香港 \| 1940年代香港 \| 1950年代香港 \| 1960年代香港 \| 1970年代香港 \| 1980年代香港               |
| 年份： | 1954年香港 \| 1955年香港 \| 1956年香港 \| 1957年香港 \| 1958年香港 \| 1959年香港 \| 1960年香港 \| 1961年香港 \| 1962年香港 |
| 紀年： | 戊戌年（狗年）、香港開埠117周年、香港重光13周年                                                                            |

## 政府

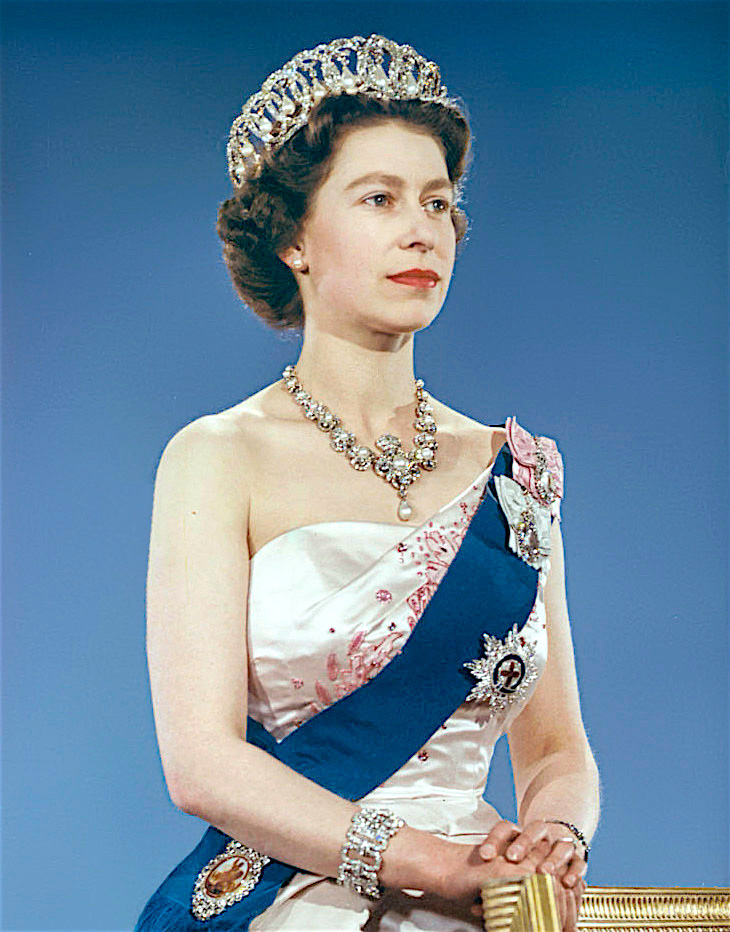
英国君主：伊丽莎白二世

## 大事記
- 2月27日：「砦城之虎」柯錦誠陳屍九龍城公廁外。
- 3月3日：火藥洲海面發生海難，一艘漁船沉沒，6人罹難。
- 3月7日：柴灣對開海面領航員陳元墮海失蹤。
- 4月22日：九龍城啟德新村木屋區大火，5人喪生。
- 5月17日：發生彌敦道平安戲院拆卸中倒塌事件，6死12傷。
- 6月3日：錦田村一名村婦被元朗田心村男子非禮，兩村村民於元朗榮華酒家談判，險變成大歐鬥。[1]
- 6月18日：九龍城光明街發生謀殺案。[2]
- 7月5日：漆咸道軍人俱樂部發生兇殺案。[3]
- 7月23日：大坑蓮花宮街二號有記士多 ，李林因麻雀賭賬惹糾紛，狂性大發用斧頭斬殺彭英才、彭洪才及梁忠三人，兩人死亡。[4]
- 9月12日，石硤尾徙置區發生倫常慘案，1男子擲下2名子女，再跳樓而死。[5]
- 9月15日，
  - 一名漁民於擔杆山對出海面被一輛武裝船隻擊斃。[6]
  - 啟超道劫殺案，3死2傷。
- 10月22日，巴域街發生兇殺案。[7]
- 10月30日，上海街 392 號至 404 號木樓發生大火，800餘災民無家可歸。[8]
- 11月15日，大埔坑下莆村男子殺死義父及義母。
- 11月17日，男子於歌連臣角中童教養所企圖逃走，以磚將營警殺死。
- 11月26日，九龍城富美新村無門牌木屋發生一屍兩命兇殺案。
- 12月22日，時任九龍巴士總經理雷瑞德被3賊入屋持槍行劫。[9]
- 配合中環填海，中環天星碼頭和皇后碼頭被搬遷至愛丁堡廣場。

## 出生人物
- 8月21日、繆騫人，香港前女演員。